# Маргенау
Марґенау — колишній населений пункт у Чернігівському районі Запорізької області.
Колонія була заснована 1819 року німцями-менонітами, що переселилися з дельти Вісли Прусії, в середній течії річки Курушани. Всього поселилося 24 сім'ї. У 1880-х роках в селі в 67 будинках проживало 333 особи, працювали 19 повних, 10 половинних, 31 малих господарств, було насаджено 100531 дерево. Функціонувала чотирирічна школа й менонітська церква (з 1832 року). У 1908 році в селі працювали вітрові млини, магазини, цегельня. У 1930 році в селі організовано колгосп. За сталінських репресій репресовано 33 жителя села. Напередодні війни в селі проживали 291 меноніт і 25 українців.
На початку гітлерівсько-сталінської війни було репресовано практично все чоловіче німецьке населення, 62 чоловіка, більшість з них загинуло в таборах. Під час відступу гітлерівці село спалили, і німецьке населення забрали в Німеччину. На фронтах воювало 4 жителі села, 3 з них загинуло. Після війни село швидко відбудовують і перейменовують у хутір Ранковий. У 1946 році відкривають початкову школу. Потім село потрапляє в розряд неперспективних. У 1949 році школу закривають. У 1958 році об'єднують з селом Благодатне.